# خارچتری‌های بایکال
خارچتری‌های بایکال (نام علمی: Asprocottus) نام یک سرده از تیره خارچتری‌های ژرفازی است.